# 2010 en Afghanistan
Chronologie de l'Afghanistan
- 2006
- 2007
- 2008
- 2009
- 2010
- 2011
- 2012
- 2013
- 2014

Cet article présente les faits importants qui se sont produits en Afghanistan en 2010.

## Chronologie

### Janvier 2010
- Samedi 2 janvier 2010, Politique : le Parlement rejette 17 des 24 ministres proposés par le président Hamid Karzai.
- Samedi 9 janvier 2010 : Mort du journaliste britannique Rupert Hamer (en), du Sunday Mirror. Embedded avec l'armée, son véhicule heurte une mine. En décembre 2009, Michelle Lang (en), du Calgary Herald, avait été tuée dans une attaque.
- Lundi 11 janvier 2010  : Six soldats de l'OTAN sont tués dans le sud et l'est, dont 3 Américains et un sous-officier de l'armée française qui a trouvé la mort dans la vallée d'Alasay, au nord-est de Kaboul dans l'attaque de sa patrouille.
- Mardi 12 janvier 2010 : Deux soldats français sont tués. Le 14, un autre soldat français trouve la mort.
- Lundi 18 janvier 2010 : Importante attaque des talibans à Kaboul le jour même de l'intronisation des nouveaux ministres du gouvernement Karzaï.
- Jeudi 28 janvier 2010 : Ouverture de la conférence internationale à Londres sur l'avenir du pays en guerre depuis 2001 avec près de 70 pays représentés. Le président Hamid Karzai reçoit le soutien à sa nouvelle politique de réintégration des talibans repentis. Le pays devrait recevoir 140 millions de dollars de financement.

### Février 2010
- Samedi 9 février 2010 : Le caporal français Enguerrand Libaert est tué par des talibans dans la province du Kâpîssâ.

### Mars 2010
- Dimanche 28 mars 2010 : Visite éclair du président américain, Barack Obama, à Kaboul.

### Avril 2010
- Publication d'un rapport officiel du Département américain de la Défense décrivant la situation après neuf ans de guerre. Selon ce rapport le pays se réduit à « quelques îlots de sécurité au milieu d'un océan d'instabilité et d'insécurité », les rares unités de police afghanes non corrompues régressent après le départ des équipes de formation. 83 % des Afghans se plaignent de la corruption et de ce fait le gouvernement Karzaï n'est soutenu  par la population dans aucun des 92 districts clés étudiés et dans 48 d'entre eux, les talibans reçoivent du soutien.

### Mai 2010
- Mardi 18 mai 2010 : L'attaque-suicide contre un convoi de l'OTAN à Kaboul, fait 20 morts, dont 5 soldats américains et un colonel canadien. Le lendemain, la base de Bagram, la plus grande base de l'OTAN en Afghanistan est attaquée.